# Jantina (sous-marin, 1912)
Pour les articles homonymes, voir Jantina (sous-marin).
Le Jantina est un sous-marin de la classe Medusa, en service dans la Regia Marina lancé au début des années 1910 et ayant servi pendant la Première Guerre mondiale.

## Caractéristiques
La classe Medusa déplaçait 250 tonnes en surface et 305 tonnes en immersion. Les sous-marins mesuraient 45,15 mètres de long, avaient une largeur de 4,2 mètres et un tirant d'eau de 3 mètres. Ils avaient une profondeur de plongée opérationnelle de 40 mètres. Leur équipage comptait 2 officiers et 19 sous-officiers et marins. 
Pour la navigation de surface, les sous-marins étaient propulsés par deux moteurs diesel FIAT de 325 chevaux-vapeur (cv) (239 kW) chacun  entraînant deux arbres d'hélices. En immersion, chaque hélice était entraînée par un moteur électrique  Savigliano de 150 chevaux-vapeur (110 kW). Ils pouvaient atteindre 12,5 nœuds (23,1 km/h) en surface et 8,2 nœuds (15,1 km/h) sous l'eau. En surface, la classe Medusa avait une autonomie de 1 200 milles nautiques (2 222 km) à 8 noeuds (14,8 km/h); en immersion, elle avait une autonomie de 54 milles nautiques (100 km) à 6 noeuds (11,1 km/h).
Les sous-marins étaient armés de deux tubes lance-torpilles à l'avant de 45 centimètres, pour lesquels ils transportaient un total de 4 torpilles.

## Construction et mise en service
Le Jantina est construit par le chantier naval Cantieri Navali del  Riuniti (CNR) de Muggiano (La Spezia) en Italie, et mis sur cale le 18 août 1910. Il est lancé le 20 novembre 1912 et est achevé et mis en service le 14 mai 1913. Il est commissionné le même jour dans la Regia Marina.

## Historique
Dans la première phase de sa vie opérationnelle, le Jantina est employé dans le Nord de la mer Tyrrhénienne, participant - sous le commandement du lieutenant de vaisseau (tenente di vascello) Colombo Tarò - à plusieurs exercices, étant basé à La Maddalena où il passe une période d'entraînement,,.
Lorsque l'Italie est entrée dans la Première Guerre mondiale, il est à Venise, affecté au 1er Escadron de sous-marins et toujours sous le commandement du lieutenant de vaisseau Tarò.
Il est principalement employé dans la défense côtière,. 
Le 18 juillet 1916, il est envoyé au large de Porto Tayer pour soutenir une attaque aérienne qui doit avoir lieu dans le canal de Morlacca (entre Pag et la côte dalmate), visant quelques navires marchands du Lloyds autrichien.
En janvier 1917, il devient chef d'escadron,; entre-temps, le commandant Tarò est promu capitaine de corvette (capitano di corvetta).
Désarmé en décembre 1917,, il est radié l'année suivante le 26 septembre 1918 et mis au rebut.